# Tomosvaryella tenuata
Tomosvaryella tenuata är en tvåvingeart som beskrevs av Kuznetzov 1994. Tomosvaryella tenuata ingår i släktet Tomosvaryella och familjen ögonflugor. Inga underarter finns listade i Catalogue of Life.